# Patrick Warburton
Patrick Warburton (Paterson, 14 novembre 1964) è un attore e doppiatore statunitense.

## Biografia
È figlio del chirurgo John Warburton e dell'attrice Barbara Lord.
È sposato dal 1991 con Cathy Jennings da cui ha avuto quattro figli: Talon Patrick (1992), Alexandra Catherine (1994), Shane (1998) e Gabriel (2000).

### Carriera
È noto per aver prestato la sua voce a Joe Swanson ne I Griffin, Ken in Bee Movie, Kronk in Le follie dell'imperatore e Rip Smashenburn in Game Over. Come attore viene conosciuto grazie a  Seinfeld  dove ricopre il personaggio ricorrente nelle ultime due stagioni David Puddy ed è nota la sua partecipazione alla sit-com Perfetti ma non troppo e nella serie Le regole dell'amore dove ha recitato in tutte e 7 le stagioni. Dal 2017 fa parte del cast della serie Una serie di sfortunati eventi, interpretando Lemony Snicket.

## Filmografia parziale

### Cinema
- The Dish, regia di Rob Sitch (2000)
- Scream 3, regia di Wes Craven (2000)
- Un diamante con le ali (Angels in the Infield), regia di Robert King (2000)
- Men in Black II, regia di Barry Sonnenfeld (2002)
- Un allenatore in palla (2005), regia di Steve Carr
- Underdog - Storia di un vero supereroe (Underdog), regia di Frederik Du Chau (2007)
- Agente Smart - Casino totale (Get Smart), regia di Peter Segal (2008)
- Flicka 2 - Amici per sempre (Flicka 2), regia di Michael Damian (2010)
- Ted, regia di Seth MacFarlane (2012)
- Comic Movie (Movie 43), registi vari (2013)
- Bad Milo!, regia di Jacob Vaughan (2013)
- The Extendables, regia di Brian Thompson (2014)
- Comportamenti molto... cattivi (Behaving Badly), regia di Tim Garrick (2014)
- Playing It Cool, regia di Justin Reardon (2014)
- Ted 2, regia di Seth MacFarlane (2015)
- Joe Dirt 2 - Sfigati si nasce (Joe Dirt 2: Beautiful Loser), regia di Fred Wolf (2015)
- Better Watch Out, regia di Chris Peckover (2016)
- The Wedding Year, regia di Robert Luketic (2019)
- Inheritance, regia di Vaughn Stein (2020)
- Unfrosted - Storia di uno snack americano (Unfrosted), regia di Jerry Seinfeld (2024)

### Televisione
- Seinfeld - serie TV, 10 episodi (1995-1998)
- The Tick - serie TV, 9 episodi (2001-2002)
- Malcolm (Malcolm in the Middle) – serie TV, un episodio (2002)
- Perfetti... ma non troppo (Less than Perfect) - serie TV, 49 episodi (2003-2006)
- Le regole dell'amore (Rules of Engagement) - serie TV, 100 episodi (2007-2013)
- Sequestered – serie TV, 11 episodi (2014)
- Crowded - serie TV, 13 episodi (2016)
- Una serie di sfortunati eventi (A Series of Unfortunate Events) (2017-2019) – Lemony Snicket
- The Orville – serie TV, episodi 2x03-2x04 (2019)
- Space Force - serie TV (2020-in corso)

## Doppiaggio

### Cinema
- Buzz Lightyear da Comando Stellare - Si parte! (Buzz Lightyear of Star Command: The Adventure Begins), regia di Tad Stones (2000)
- Le follie dell'imperatore (The Emperor's New Groove), regia di Mark Dindal (2000)
- Mucche alla riscossa (Home on the Range), regia di William Finn, John Sanford (2004)
- Chicken Little - Amici per le penne (Chicken Little), regia di Mark Dindal (2005)
- Le follie di Kronk (Kronk's New Groove), regia di Elliot M. Bour e Saul Andrew Blinkoff (2005)
- Uno zoo in fuga (The Wild), regia di Steve "Spaz" Williams (2006)
- Cappuccetto Rosso e gli insoliti sospetti (Hoodwinked), regia di Cory Edwards (2006)
- Boog & Elliot a caccia di amici (Open Season), regia di Roger Allers, Jill Culton (2006)
- Cenerentola e gli 007 nani (Happily N'Ever After), regia di Paul J. Bogler (2006)
- Bee Movie, regia di Steve Hickner e Simon J. Smith (2007)
- Hoodwinked Too! Hood vs. Evil, regia di Mike Disa (2011)
- Mr. Peabody e Sherman (Mr. Peabody & Sherman), regia di Rob Minkoff (2014)
- Planes 2 - Missione antincendio (2014)
- Animal Crackers, regia di Scott Christian Sava, Tony Bancroft e Jaime Maestro (2017)
- Scarpette rosse e i sette nani (Red Shoes and the Seven Dwarfs), regia di Sung-ho Hong (2019)

### Televisione
- I Griffin (Family Guy) - serie animata, 135 episodi (1999-presente) - Joe Swanson
- Buzz Lightyear da Comando Stellare (Buzz Lightyear of Star Command) - serie animata, 62 episodi (2000-2001)
- Game Over - serie animata, 6 episodi (2004)
- A scuola con l'imperatore - serie animata, 52 episodi (2006-2008)
- Kim Possible - serie animata, 35 episodi (2002-2007)
- I pinguini di Madagascar (The Penguins of Madagascar) - serie animata, episodio 3x10 (2012)
- The X's - serie animata, 20 episodi (2005-2006) - Tucker X

## Doppiatori italiani
Nelle versioni in italiano delle opere in cui ha recitato, Patrick Warburton è stato doppiato da:
- Roberto Draghetti in Joe Somebody, Ted, Ted 2, Crowded
- Massimo Bitossi in Perfetti... ma non troppo, Le regole dell'amore, Una serie di sfortunati eventi
- Dario Oppido in Flicka 2 - Amiche per sempre, Joe Dirt 2 - Sfigati si nasce, Scherzi della natura
- Alessandro Rossi in Seinfeld, Underdog - Storia di un vero supereroe
- Eugenio Marinelli in Maggie Winters
- Carlo Marini in The Dish
- Wladimiro Grana in Scream 3
- Massimo Corvo in Un diamante con le ali
- Massimo Pizzirani in Malcolm
- Pietro Ubaldi in Camouflage - Professione detective
- Francesco Pannofino in Men in Black II
- Mario Bombardieri in 8 semplici regole
- Paolo Marchese in Un allenatore in palla
- Nicola Braile in Agente Smart - Casino totale
- Massimo Rossi in Comic Movie
- Vittorio De Angelis in Bad Milo!
- Alberto Angrisano in Comportamenti molto... cattivi
- Alessandro Maria D'Errico in Playing it Cool
- Riccardo Lombardo in Inheritance
- Fabrizio Pucci in Unfrosted - Storia di uno snack americano

Da doppiatore è sostituito da:
- Alessandro Rossi in Boog & Elliott a caccia di amici, Bee Movie, Mr. Peabody e Sherman, Nome in codice: Brutto Anatroccolo 2
- Massimo De Ambrosis in Le follie di Kronk, A scuola con l'imperatore
- Edoardo Nordio in I Griffin
- Massimo Dapporto in Buzz Lightyear da Comando Stellare - Si parte! (Buzz Lightyear)
- Carlo Cosolo in Buzz Lightyear da Comando Stellare - Si parte! (LGM)
- Paolo Kessisoglu in Le follie dell'imperatore
- Angelo Maggi in Le follie dell'imperatore (videogioco)
- Stefano Mondini in Buzz Lightyear da Comando Stellare
- Saverio Indrio in Kim Possible
- Fabrizio Russotto in The Venture Bros.
- Massimo Lodolo in Game Over
- Massimo Bitossi in Mucche alla riscossa
- Mauro Magliozzi in Chicken Little - Amici per le penne
- Paolo Buglioni in Sky High - Scuola di superpoteri
- Roberto Pedicini in Uno zoo in fuga
- Massimo Corvo in Cappuccetto Rosso e gli insoliti sospetti
- Luca Ghignone in Tak e la magia Juju
- Luca Ward in Cenerentola e gli 007 nani
- Fabrizio Temperini in Scooby-Doo! Mystery Incorporated
- Stefano Oppedisano in Planes 2 - Missione Antincendio
- Giuseppe Russo in Animal Crakers
- Amedeo Grieco in Scarpette rosse e i sette nani
- Diego Baldoin in Seal Team - Squadra speciale foche